# Андрухович, София Юрьевна

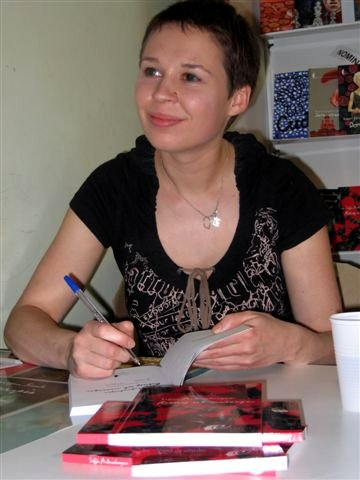
София Андрухович в Варшаве, 20 мая 2007 года

София Юрьевна Андрухович (укр. Софія Юріївна Андрухович; род. 17 ноября 1982, Ивано-Франковск, Украинская ССР, СССР) — украинская писательница, переводчица и публицистка.

## Биография
Дочь писателя Юрия Андруховича. Жена писателя Андрея Бондаря.
Работает в журнале «Четверг». Автор прозаических произведений, а также переводов. Стипендиат программы Виллы Дециуша в Кракове. Живёт в Киеве.
В 2021 София Андрухович вошла в топ-100 успешных женщин Украины по версии журнала Новое врямя.

## Творчество

### Прозаические произведения
- «Лето Милены» (Киев: Факел, 2002).
- «Старые люди» (Ивано-Франковск: Лилея-НВ, 2003).
- «Жёны их мужей» (Ивано-Франковск: Лилея-НВ, 2005).
- «Семга» (Киев: Нора-Друк, 2007).
- «Феликс Австрия» (Львов: Издательство Старого Льва, 2014).
- «Амадока» (Львов: Издательство Старого Льва, 2020).

### Переводы
- Мануэла Гретковска. «Европейка». Перевод с польского. Нора-Друк, 2006.
- Дж. К. Роулинг. «Гарри Поттер и Кубок огня». Перевод с английского вместе с Виктором Морозовым.
- Кадзуо Исигуро «Не отпускай меня». Перевод с английского